# Mycotyphaceae
Mycotyphaceae är en familj av svampar. Mycotyphaceae ingår i ordningen Mucorales, divisionen oksvampar och riket svampar.
|               | Umbelopsidaceae             |
|               |                             |
|               | Syncephalastraceae          |
|               |                             |
|               | Radiomycetaceae             |
|               |                             |
|               | Pilobolaceae                |
|               |                             |
|               | Phycomycetaceae             |
|               |                             |
| Mycotyphaceae | \| \| Mycotypha \| \| \| \| |
|               | \| \| Mycotypha \| \| \| \| |
|               | Mucoraceae                  |
|               |                             |
|               | Cunninghamellaceae          |
|               |                             |
|               | Choanephoraceae             |
|               |                             |
|               | Lichtheimiaceae             |
|               |                             |
|               | Mycocladaceae               |
|               |                             |
|               | Lentamyces                  |
|               |                             |
|               | Siepmannia                  |
|               |                             |
|               | Mycotypha                   |
|               |                             |

|  | Mycotypha |
|  |           |